# Антоніо Барраган
Антоніо Барраган (ісп. Antonio Barragán; нар. 12 червня 1987, Понтедеуме) — іспанський футболіст, захисник англійського клубу «Міддлсбро».

## Клубна кар'єра
Народився 12 червня 1987 року в місті Понтедеуме. Вихованець футбольної школи клубу «Севілья».
Барраган був підписаний «Ліверпулем» у липні 2005 у віці 18 років . На той момент він ще не зіграв жодного матчу за першу команду «Севільї». Хоча більшу частину англійського етапу своєї кар'єри Антоніо провів, виступаючи за резерви «червоних», він взяв участь у матчі третього відбіркового раунду Ліги чемпіонів, в якому він вийшов на заміну замість свого співвітчизника Фернандо Мор'єнтеса. Таким чином Барраган став наймолодшим іноземцем, який коли-небудь грав за «Ліверпуль».
4 серпня 2006 року Антоніо повернувся в Іспанію, де став грати за «Депортиво». Сума трансферу склала 1 мільйон фунтів. Однак «Ліверпуль» зберіг за собою право зворотного викупу футболіста за 2 мільйони фунтів, яким міг скористатися до 2008 поки футболісту не виповнився 21 рік, проте «червоні» не стали цього робити.
2009 року уклав трирічний контракт з клубом «Реал Вальядолід», у складі якого провів наступні два роки своєї кар'єри гравця.
30 серпня 2011 року Антоніо Барраган став футболістом «Валенсії», уклавши з «кажанами» 4-річний контракт. Угода обійшлося валенсійському клубу в 1,5 млн. євро. Наразі встиг відіграти за валенсійський клуб 34 матчі в національному чемпіонаті.

## Виступи за збірні
2005 року дебютував у складі юнацької збірної Іспанії. 2006 року у складі збірної до 19 років став переможцем Юнацького чемпіонату Європи. Всього взяв участь у 15 іграх на юнацькому рівні.
2007 року залучався до складу молодіжної збірної Іспанії. На молодіжному рівні зіграв у 6 офіційних матчах.

## Титули і досягнення
- Чемпіон Європи (U-19): 2006